# 西伯利亚鸢尾

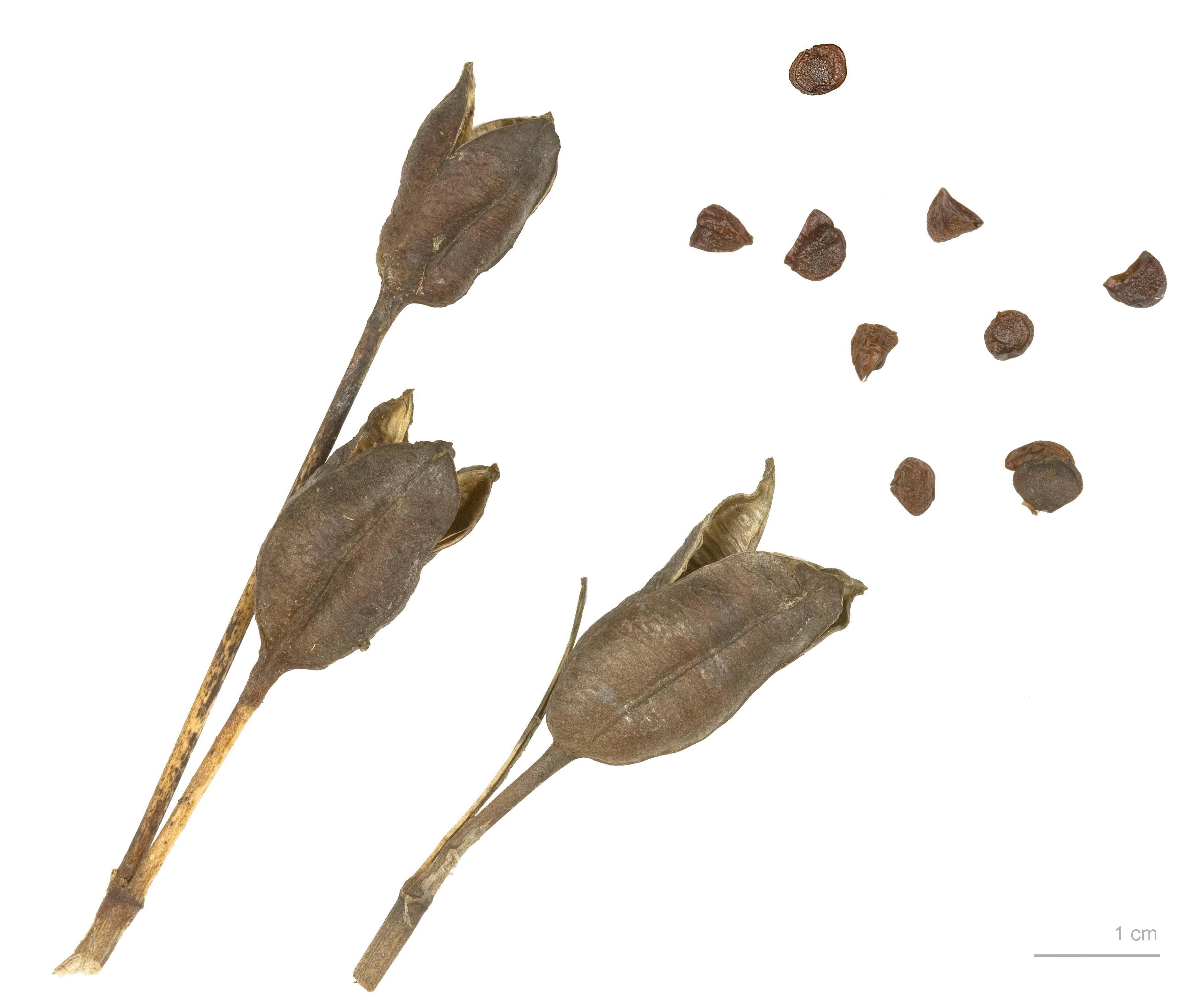
西伯利亞鳶尾

西伯利亚鸢尾（学名：Iris sibirica）是鸢尾科鸢尾属的植物。其种加词“sibirica”意为“西伯利亚的”。分布于欧洲以及中国大陆的江苏、湖北、江西等地，目前已由人工引种栽培。